# Rhynchosia namaensis
Rhynchosia namaensis är en ärtväxtart som beskrevs av Schinz. Rhynchosia namaensis ingår i släktet Rhynchosia och familjen ärtväxter. Inga underarter finns listade i Catalogue of Life.